# (12800) Oobayashiarata
(12800) Oobayashiarata est un astéroïde de la ceinture principale.

## Description
(12800) Oobayashiarata est un astéroïde de la ceinture principale. Il fut découvert le 27 novembre 1995 à Ōizumi par Takao Kobayashi. Il présente une orbite caractérisée par un demi-grand axe de 2,40 UA, une excentricité de 0,18 et une inclinaison de 0,9° par rapport à l'écliptique.

## Compléments